# Sudipayung
Sudipayung is een bestuurslaag in het regentschap Kendal van de provincie Midden-Java, Indonesië. Sudipayung telt 3453 inwoners (volkstelling 2010).